# Котов, Юрий Александрович
Юрий Александрович Котов (1937—2010) — советский и российский учёный-электрофизик; доктор технических наук (1987), член-корреспондент РАН (1991).
Автор более 70 научных работ, и трёх монографий, имеет 35 авторских свидетельств.

## Биография
Родился 27 февраля 1937 года в городе Энгельс Автономной Социалистической Советской Республики Немцев Поволжья (ныне — город в Саратовской области).
Окончил Саратовский авиационный техникум (ныне Колледж информационных технологий и управления СГТУ), а затем Томский политехнический институт (ТПИ, 1965).
В 1960—1970 годах работал в этом же институте.
В 1970—1981 годах работал в Научно-исследовательском институте высоких напряжений ТПИ (старший научный сотрудник, руководитель сектора, заведующий лабораторией и заведующий отделом).
В 1981—1986 годах Юрий Котов заведовал лабораторией Института сильноточной электроники Сибирского отделения АН СССР.
В 1986 году он был назначен заведующим лабораторией Института физики металлов Уральского научного центра АН СССР. С этого же года Котов работал в Институте электрофизики Сибирского отделения АН СССР (заведующий лабораторией, заместитель директора по научной работе).
Умер 5 марта 2010 года в Екатеринбурге.
Лауреат Государственной премии СССР (1984), также награждён орденом Трудового Красного Знамени и медалями, в числе которых «Ветеран труда».